# 蔵俊
蔵俊（ぞうしゅん、長治元年（1104年） - 治承4年9月27日（1180年10月17日））は、平安時代後期の法相宗の僧。俗姓は巨勢氏。大和国高市郡池尻の出身。教明房・菩提院上綱・菩提院贈僧正とも称される。

## 略歴
覚晴・教高に師事し、また良慶・定清・長有に法相教学を学んだ。学名が高く、しばしば藤原頼長に因明を講じた。久寿2年（1155年）に維摩会竪義（ゆいまえりゅうぎ）を務め、晩年元興寺別当・興福寺別当を歴任した。その間、権律師から権少僧都に至った。鎌倉時代初期における興福寺の法相学匠はほとんどが蔵俊の門流であり、建保2年（1214年）8月に門弟等の奏上により僧正法印位が追贈された。

## 主な著作
- 『仏性論文集』
- 『因明大疏抄』 - 『因明入正理論』の複注
- 『法相宗章疏目録』